# Scilla merinoi
Scilla merinoi är en sparrisväxtart som beskrevs av S.Ortiz, Rodr.Oubiña och Izco. Scilla merinoi ingår i släktet blåstjärnesläktet, och familjen sparrisväxter. Inga underarter finns listade i Catalogue of Life.